# مؤتمر طوكيو
كان مؤتمر طوكيو مؤتمرًا عقد بين 28 و30 مارس 1942 في طوكيو من قبل المجموعات القومية الهندية في جنوب شرق آسيا بما في ذلك رابطة الاستقلال الهندية والمجلس الوطني الهندي والجمعيات والأندية الهندية المحلية الأصغر. أدى هذا المؤتمر إلى قرار إنشاء رابطة استقلال هندية موحدة بالكامل. عقد المؤتمر بدعوة من راش بيهاري بوس الذي كان له دور فعال في إقناع السلطات اليابانية بالوقوف إلى جانب القوميين الهنود حيث دعمت في النهاية النضال الهندي من أجل الحرية في الخارج. تم انتخاب بوس أيضًا زعيمًا للحركة الهندية في جنوب شرق آسيا خلال هذا المؤتمر. ومع ذلك، فشل مؤتمر طوكيو في التوصل إلى أي قرارات نهائية بسبب الاختلافات بين الفصائل الإقليمية المختلفة، وأيضًا بسبب الخلافات مع كل من بوس خاصة بالنظر إلى علاقته الطويلة مع اليابان والموقف الحالي لليابان كقوة محتلة في الجنوب الشرقي من آسيا، وأيضًا لأن الكثيرين كانوا حذرين من المصالح اليابانية المكتسبة. ومع ذلك، وافق مؤتمر طوكيو على قرار الاجتماع مرة أخرى في بانكوك لإنشاء رابطة موحدة بالكامل في تاريخ لاحق. وصل بوس إلى سنغافورة في أبريل مع الوفد الهندي العائد.